# Kościoły o zdwojonej konstrukcji ścian w Wielkopolsce
Kościoły o zdwojonej konstrukcji ścian – grupa kościołów drewnianych zachowanych obecnie tylko w Wielkopolsce o nietypowej konstrukcji ścian obwodowych, tworzonych przez dwa równoległe ustroje – szkieletowy i wykonany z litego drewna, konstrukcji zrębowej (wieńcowej) lub dylowej (mieszanej, złożonej z poziomych bali i pionowych słupów).

## Charakterystyka

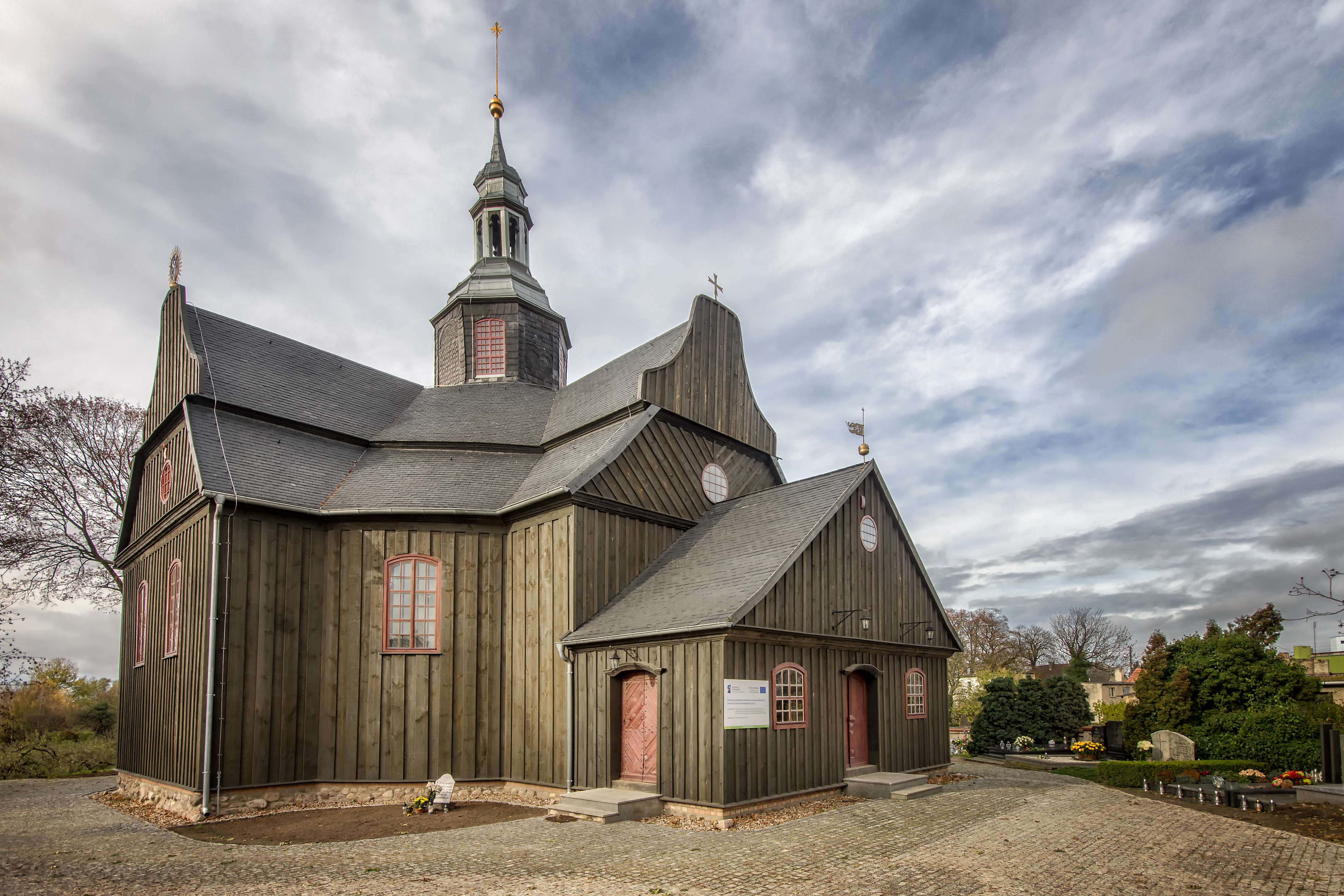
Kościół Świętego Krzyża w Buku

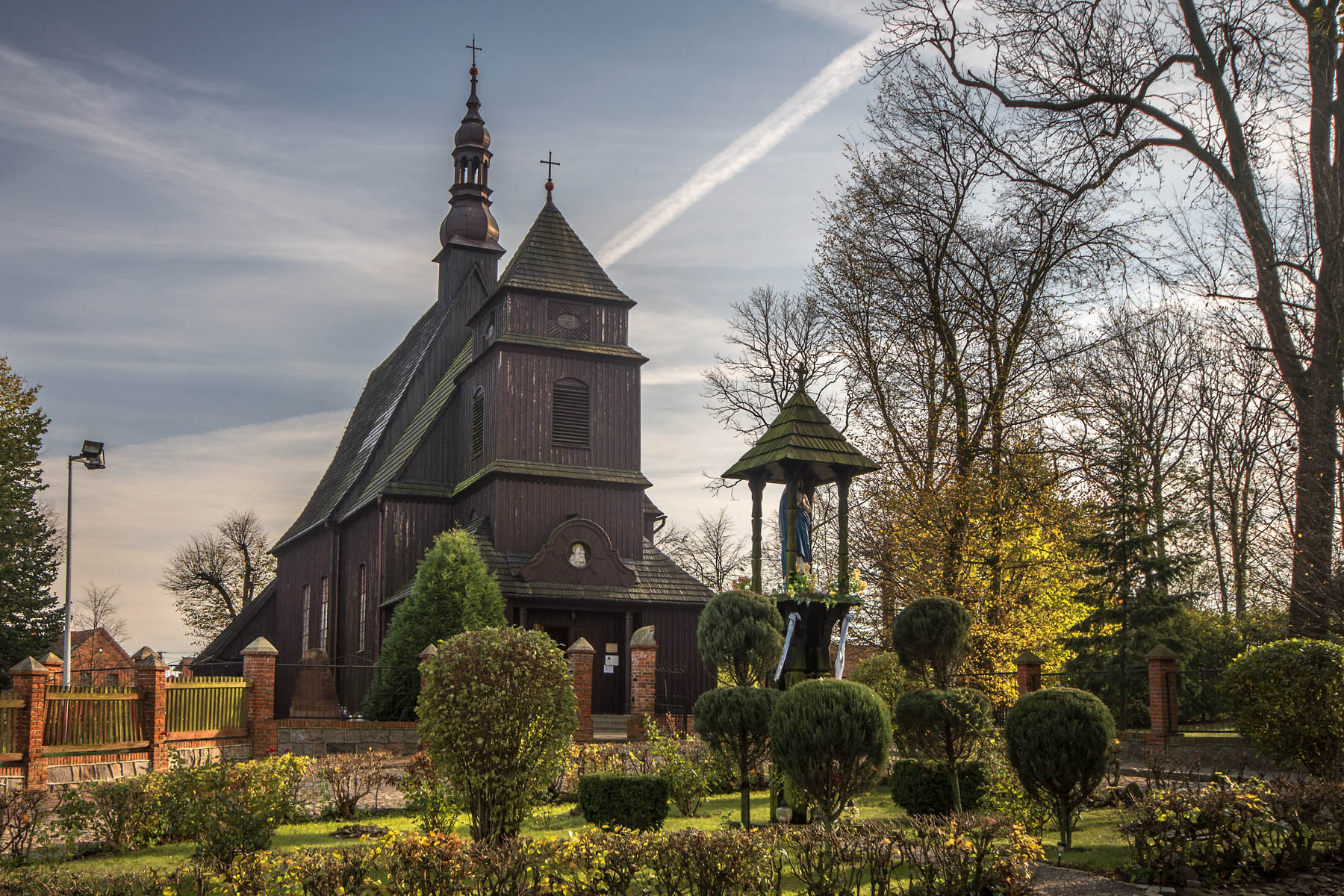
Kościół św. Michała Archanioła w Domachowie

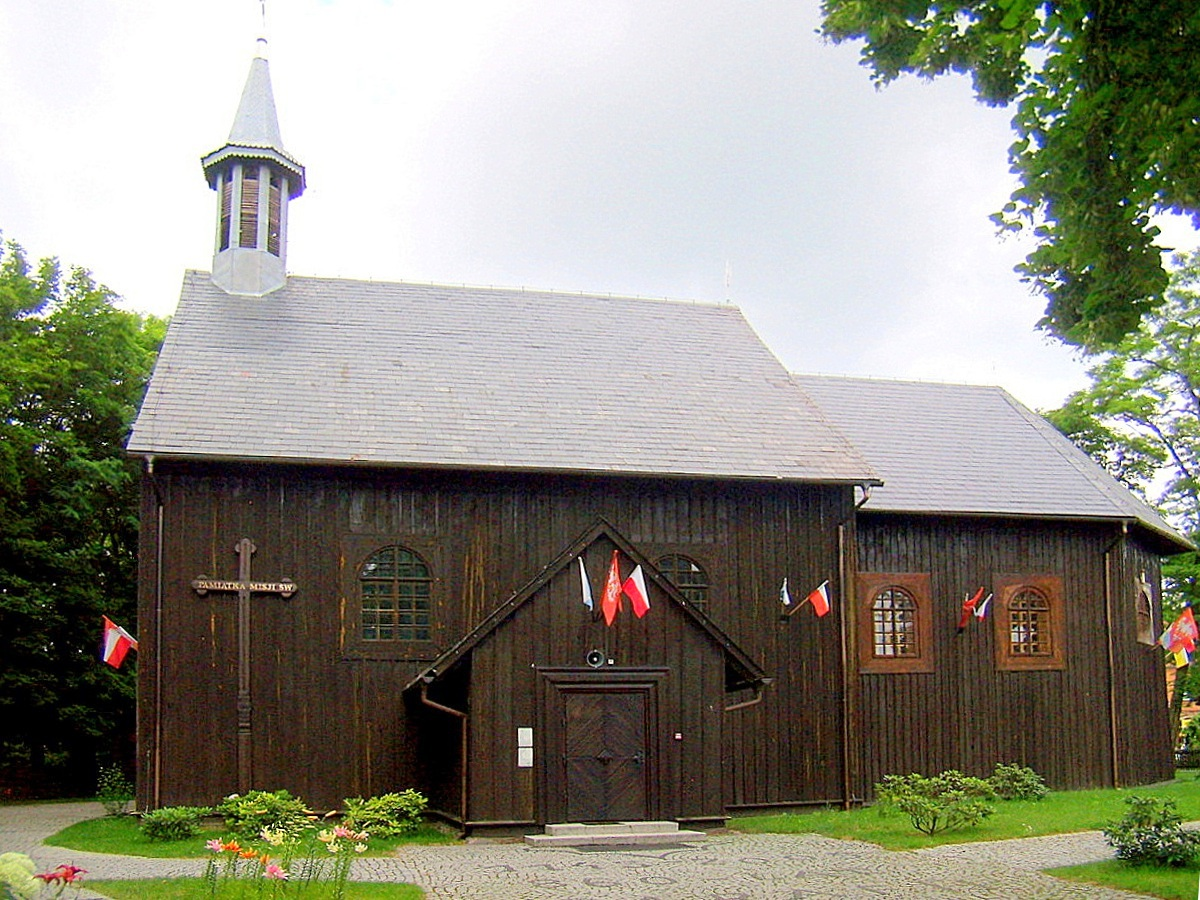
Kościół św. Mikołaja w Gąsawie

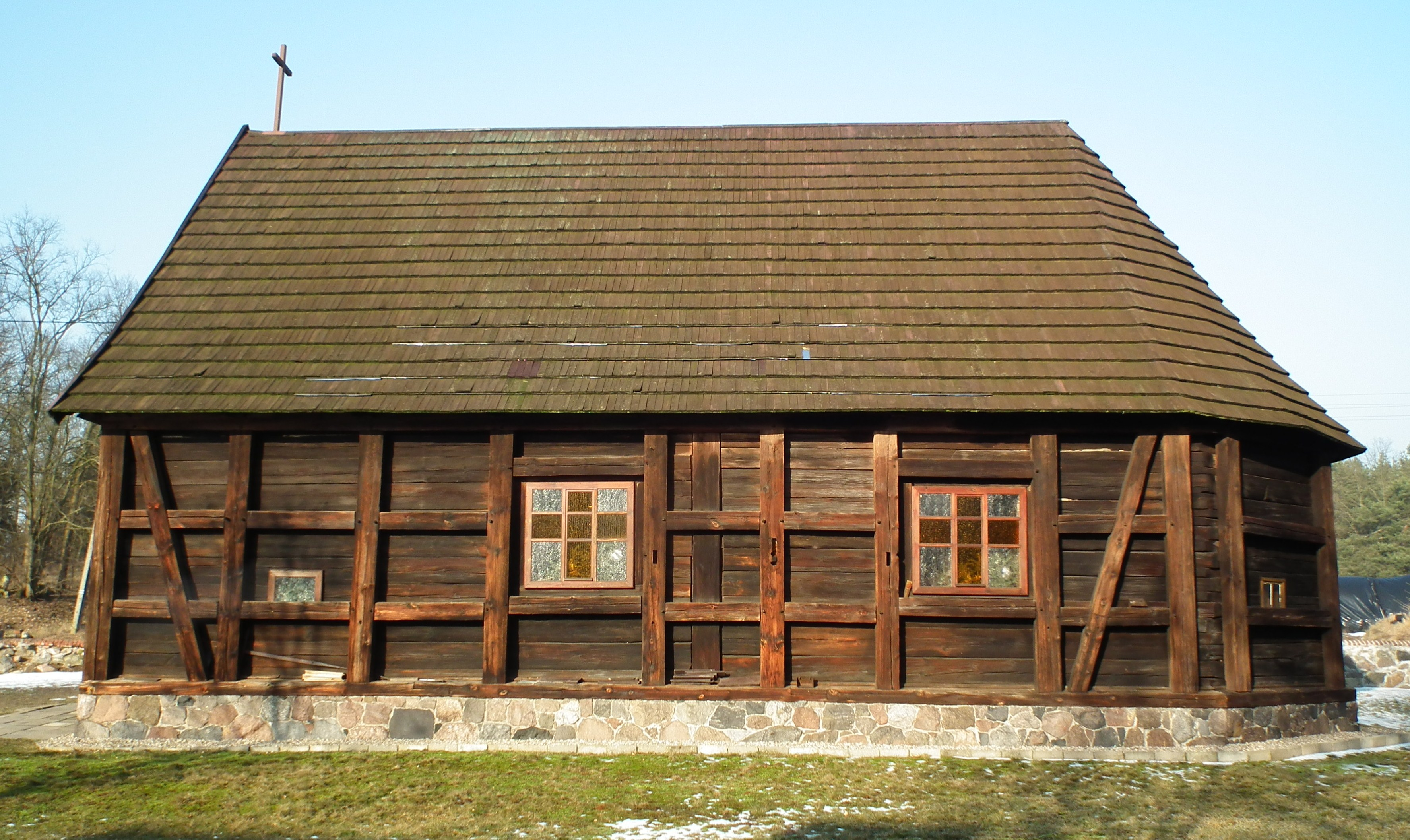
Kościół Matki Boskiej Siewnej w Herburtowie

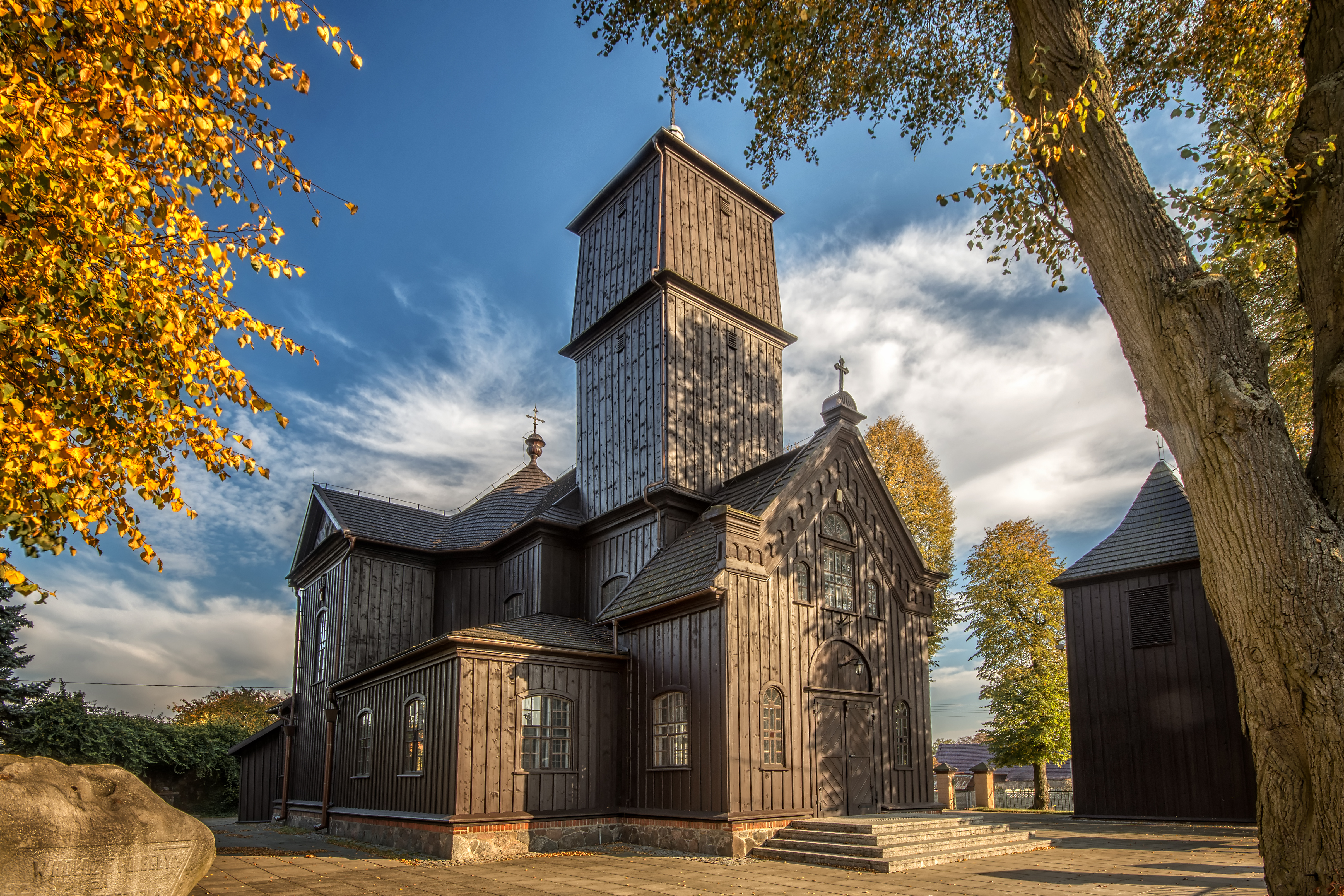
Kościół św. Katarzyny i Niepokalanego Serca Maryi w Łękach Wielkich

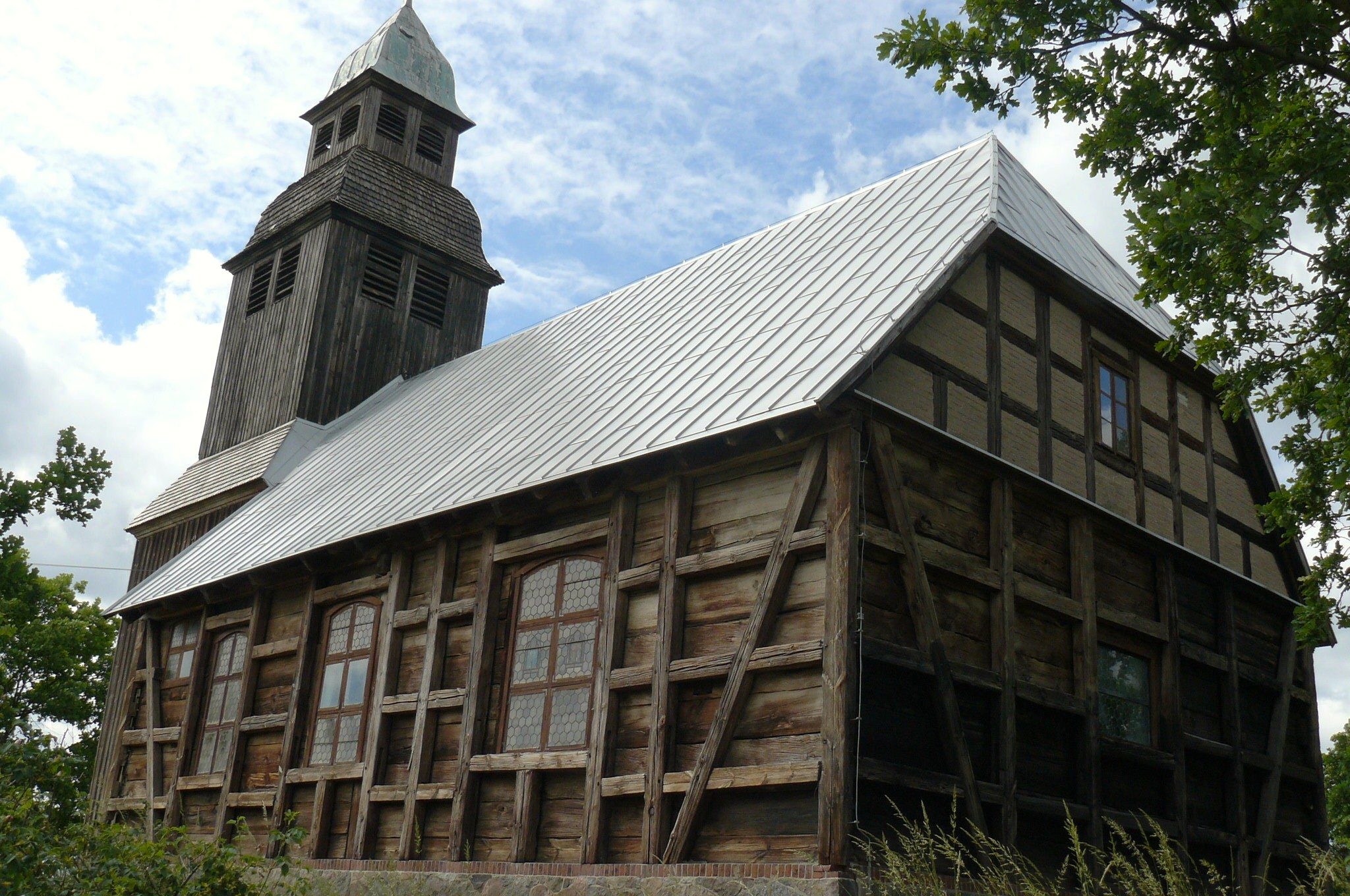
Kościół Narodzenia św. Jana Chrzciciela w Nowych Dworach

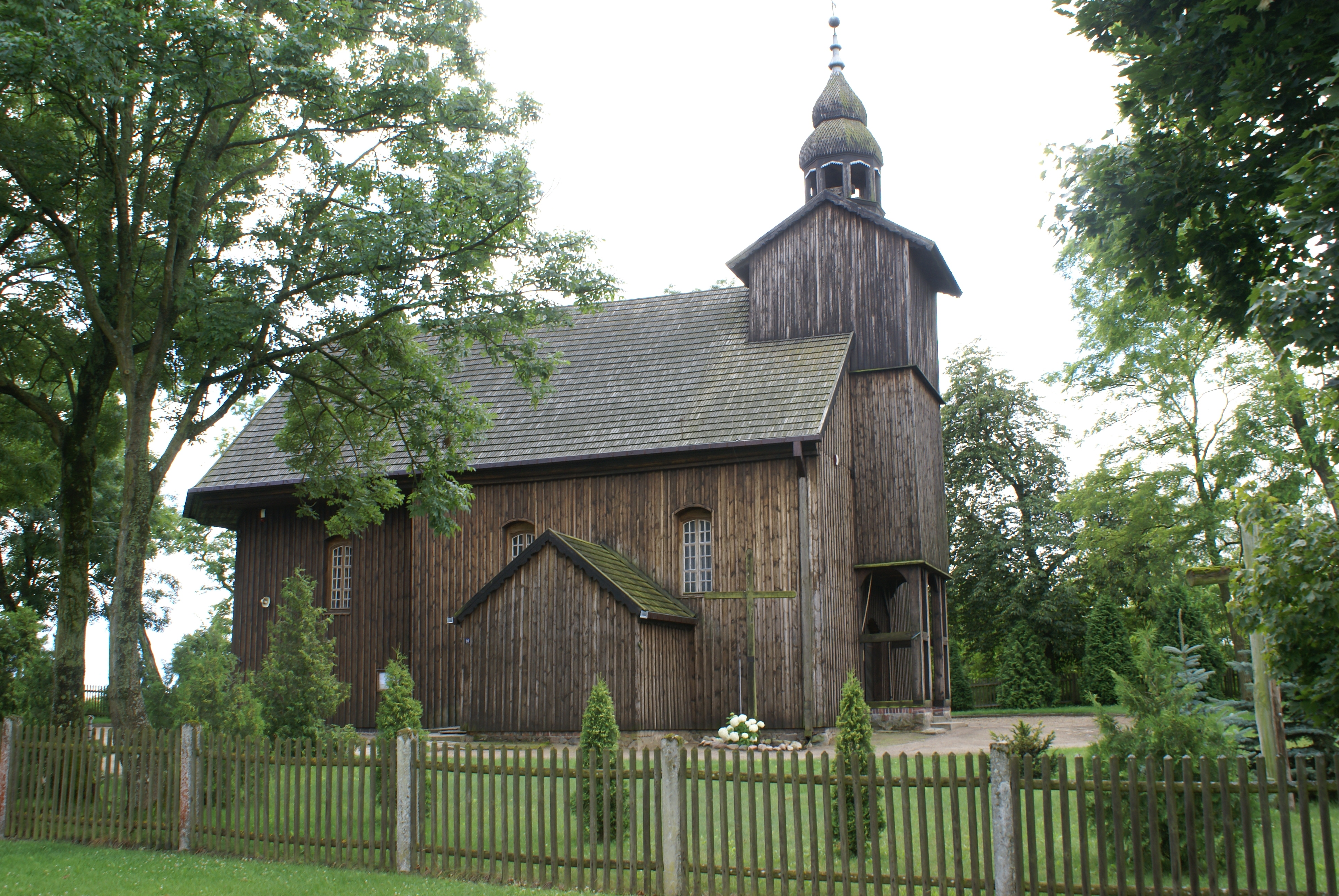
Kościół św. Mikołaja w Słopanowie

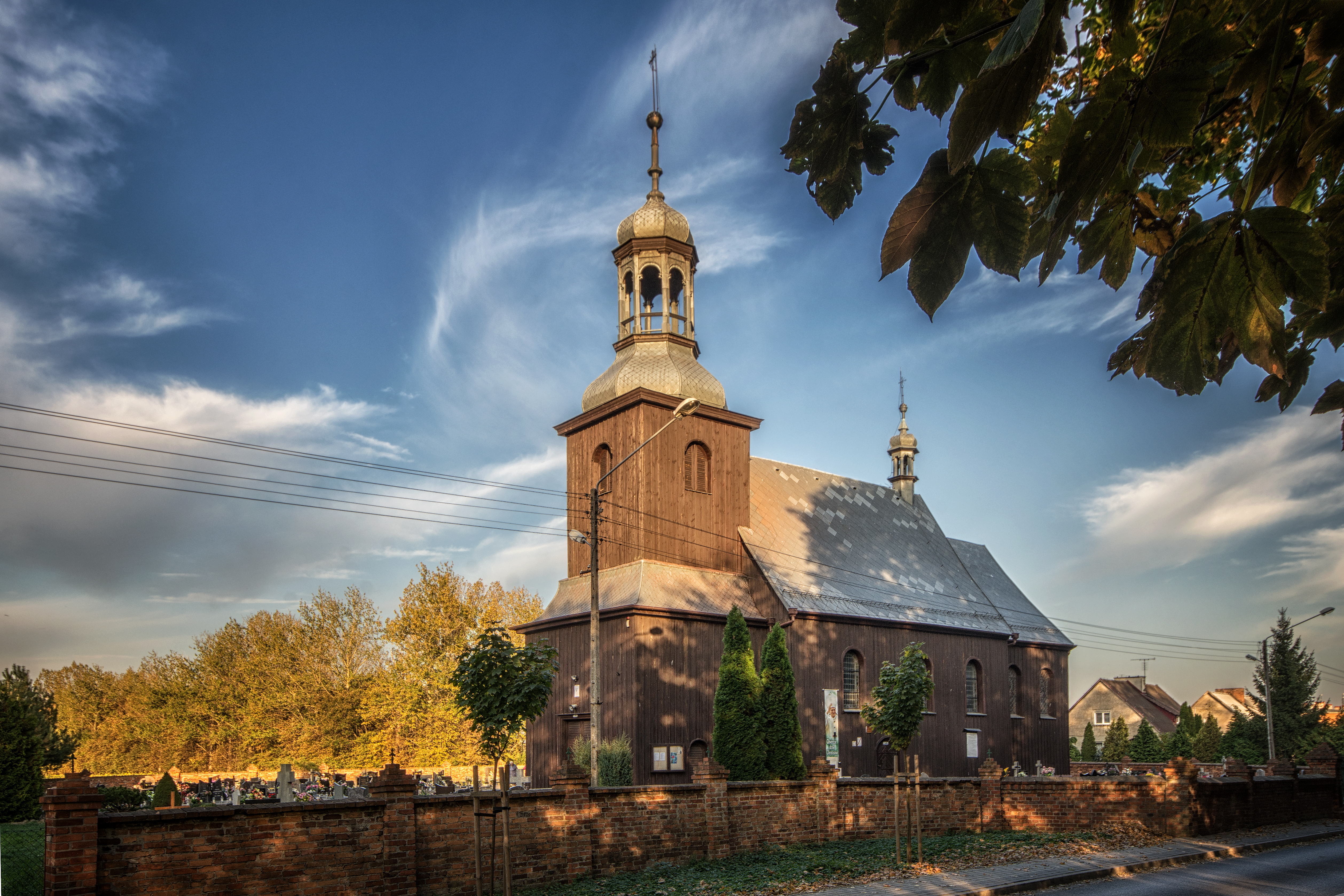
Kościół Wniebowzięcia Najświętszej Maryi Panny w Starym Gołębinie

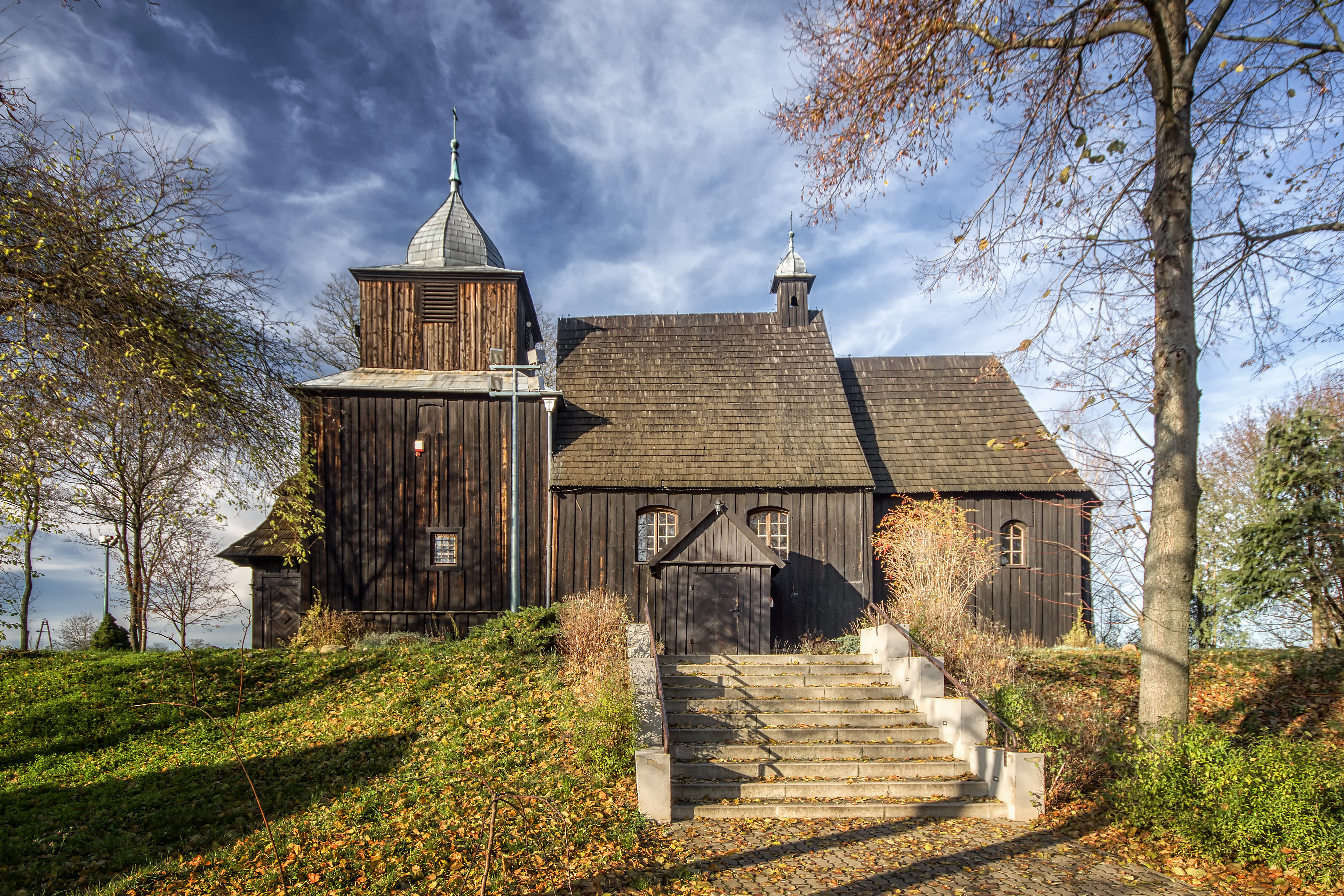
Kościół św. Mikołaja w Wierzenicy

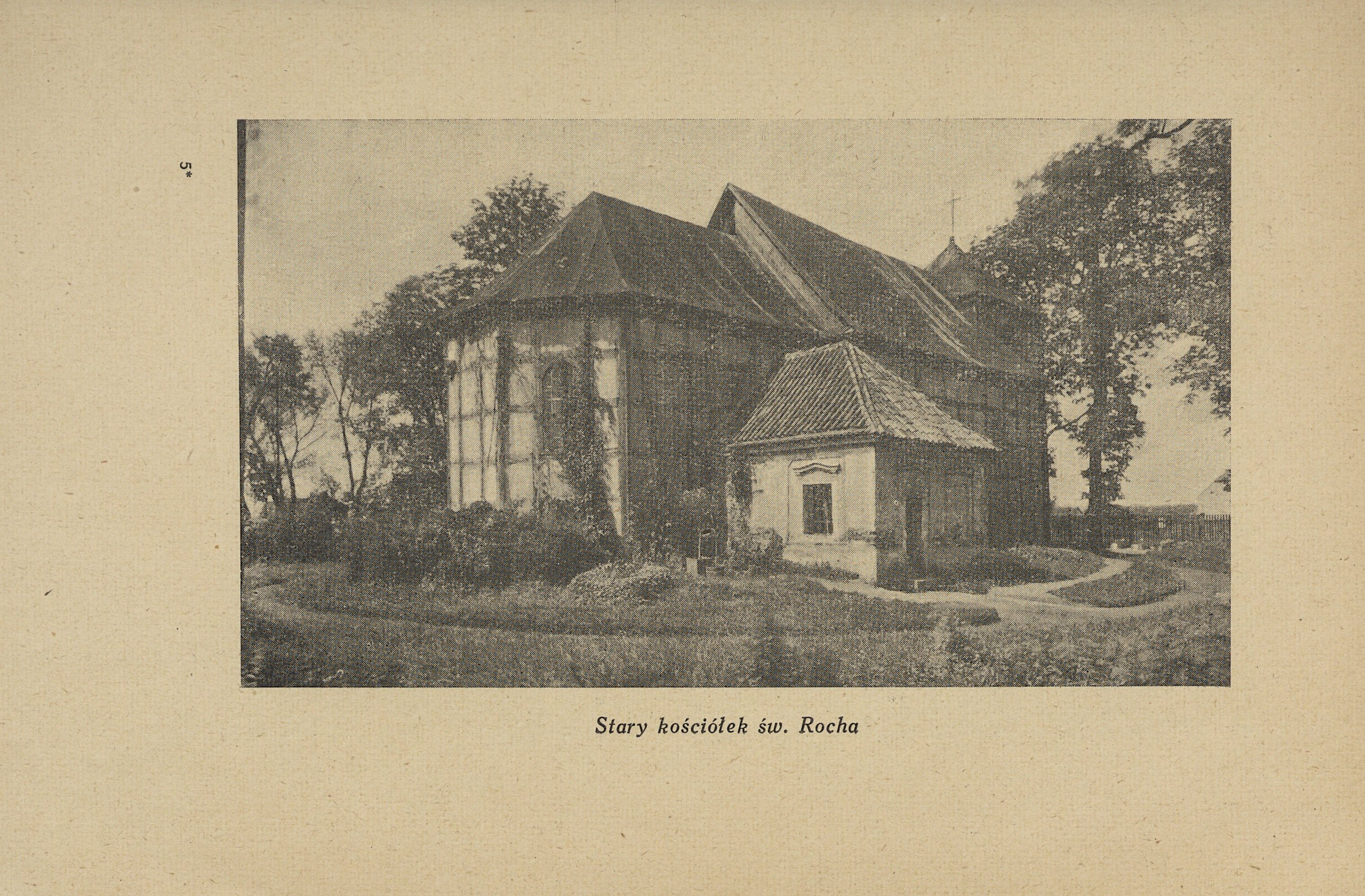
Kościół św. Rocha w Poznaniu

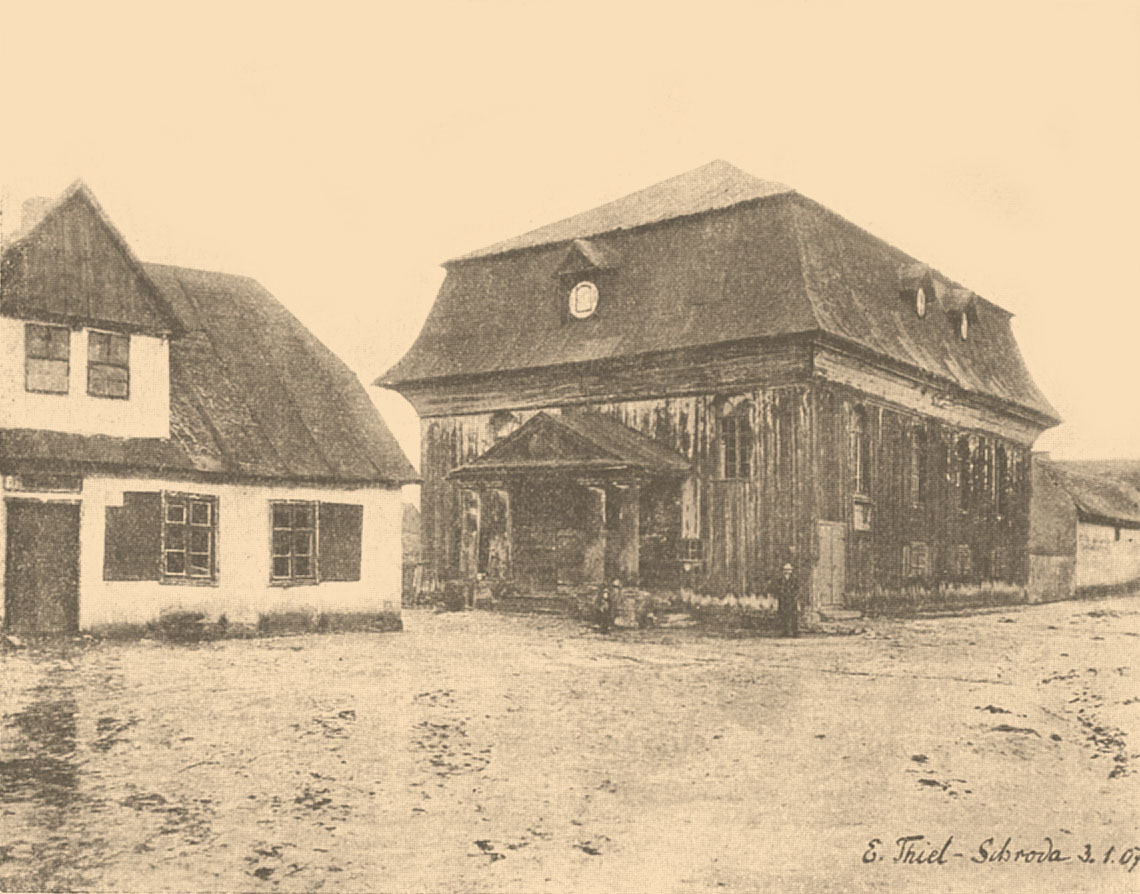
Synagoga w Kórniku

Drewniane kościoły o zdwojonej konstrukcji ścian zachowały się w Polsce jedynie na terenie Wielkopolski, a dokładnie województw poznańskiego i kaliskiego I Rzeczypospolitej (budowę taką ma też kościół Podwyższenia Krzyża Świętego w Kanigowie na Warmii, jednak ma on ścianę murowaną i szkieletową). Nigdzie indziej nie stwierdzono, by dochowały się do czasów obecnych, również w regionach bezpośrednio przyległych. Częściowo są to świątynie o pierwotnej zdwojonej konstrukcji, budowane jako takie (31 obiektów z XVII-XVIII wieku) oraz kościoły, gdzie rozwiązanie takie zastosowano wtórnie, dobudowując do XVI-, bądź XVII-wiecznego zrębu XVII- lub XVIII-wieczny szkielet (dziewięć obiektów). Łącznie więc zachowało się czterdzieści świątyń o charakterystycznej konstrukcji zdwojonych ścian. Z badań archiwalnych wynika, że istniało jeszcze pięć takich budowli, które nie zachowały się do dziś. Oprócz trzech kościołów katolickich były to jeszcze po jednym: zbór i synagoga.
W zdwojonej konstrukcji system szkieletowy zawsze okalał konstrukcję zrębową od zewnątrz. Oba systemy funkcjonowały albo autonomicznie (obok siebie), albo integrowano je w ramie szkieletowej. W tym drugim przypadku słupy ramy stawały się łątkami dla dyli, a ściana miała jeden oczep. Dach mógł być osadzany w zależności od powyższego na jednym albo dwóch oczepach.
Rozwiązanie ma rodowód średniowieczny. Pierwsze wzmianki o zagadnieniu zdwojonych ścian w architekturze sakralnej dotyczą kościołów z terenu Wielkopolski (problem zainaugurował Johann Heise w 1884 odnośnie kościoła św. Katarzyny Aleksandryjskiej w Sypniewie). Potem sprawę opisywali m.in. Julius Kohte w swoim katalogu (kościół Narodzenia św. Jana Chrzciciela w Nowych Dworach, Zwiastowania Najświętszej Maryi Panny w Popowie Kościelnym, czy św. Mikołaja w Gąsawie). W polskiej literaturze przedmiotu zagadnienie wprowadził Zygmunt Gloger opisując bóżnice w Przedborzu i Pilicy. Wypowiadał się na ten temat także Adolf Szyszko-Bohusz (1927, Predbórz), jak również Alfred Grotte (Nowe Dwory i zbór w Herburtowie), Richard Frase (Nowe Dwory, Herburtowo), Maria oraz Kazimierz Piechotkowie (1957, jak poprzednicy, także synagoga w Działoszycach i Połańcu) i inni.

## Świątynie
Zachowane świątynie są rozproszone po całym terenie Wielkopolski, przy czym obiekty o konstrukcji pierwotnej najliczniej występują w centrum regionu (kilkanaście sztuk), głównie w widłach Warty i Wełny. Kilka stoi w dorzeczu Obry, jak również w dolinie Noteci. Na południu ich zasięg kończy się w rejonie Leszna i Kalisza. Skrajnie wysunięte są kościoły: św. Katarzyny Aleksandryjskiej w Sypniewie (północ), św. Andrzeja Apostoła w Borkowie Starym (wschód), Najświętszej Maryi Panny Niepokalanie Poczętej w Oporowie (południe) i św. Bartłomieja w Kalsku (zachód). Świątynie o wtórnie zdwojonej konstrukcji koncentrują się w południowej części regionu (np. kościół św. Łukasza Ewangelisty w Świerczynie, czy św. Michała Archanioła w Domachowie). Na północny zachód najdalej wysuniętą budowlą jest kościół w Nowych Dworach, a na wschód – w Gąsawie. Obiekty takie zupełnie nie występują na ziemiach: łęczyckiej, sieradzkiej, wieluńskiej, ostrzeszowskiej, kępińskiej, czy wałeckiej. W materiałach źródłowych odnotowano tylko dwa nazwiska budowniczych świątyń o zdwojonych ścianach. Byli to cieśla Hillel Benjamin z Łaska (bóżnice w Kórniku, Lutomiersku i Złoczewie, gdzie zginął spadłszy z rusztowania) i Jochan Schöneeck z Górzna (zbory w Herburtowie i Nowych Dworach).

## Wykaz obiektów istniejących
Zachowane kościoły o zdwojonej konstrukcji ścian w Polsce:
1. kościół Świętego Michała Archanioła w Błociszewie (około 1720), powiat śremski,
2. kościół św. Andrzeja Apostoła w Brodach (1673), powiat nowotomyski,
3. kościół św. Franciszka z Asyżu w Bronikowie (1670, 1738), powiat kościański,
4. kościół Świętego Krzyża w Buku (cmentarny, 1754), powiat poznański,
5. kościół św. Marcina w Bukowcu (1737), powiat nowotomyski,
6. kościół św. Małgorzaty w Chojnie (1766), powiat wągrowiecki,
7. kościół św. Mikołaja i św. Jadwigi w Dębnicy (1726), powiat gnieźnieński,
8. kościół św. Michała Archanioła w Domachowie (1568, 1775), powiat gostyński,
9. kościół św. Mikołaja w Gąsawie (druga ćwierć XVII wieku, 1700), powiat żniński,
10. kościół Podwyższenia Krzyża Świętego w Gogolewie (1779), powiat śremski,
11. kościół św. Andrzeja Apostoła w Golinie (druga połowa XVII wieku, 1739), powiat jarociński,
12. kościół św. Kazimierza w Gułtowach (1737-1738), powiat poznański,
13. kościół Matki Boskiej Siewnej w Herburtowie (1782), powiat czarnkowsko-trzcianecki,
14. kościół św. Anny w Jaktorowie (1763-1766), powiat chodzieski,
15. kościół Wszystkich Świętych w Jeżewie (1740), powiat gostyński,
16. kościół św. Bartłomieja w Kalsku (1692), powiat międzyrzecki,
17. kościół św. Jana Chrzciciela w Kiszkowie (1733), powiat gnieźnieński,
18. kościół św. Katarzyny i Niepokalanego Serca Maryi w Łękach Wielkich (1776), powiat grodziski,
19. kościół św. Wawrzyńca w Mącznikach (1700), powiat średzki,
20. kościół św. Mikołaja w Młodojewie (XVII wiek), powiat słupecki,
21. kościół św. Jakuba w Niechanowie (1772-1773), powiat gnieźnieński,
22. kościół Narodzenia św. Jana Chrzciciela w Nowych Dworach (1615, 1700), powiat czarnkowsko-trzcianecki,
23. kościół Świętego Krzyża w Obornikach (1766), powiat obornicki,
24. kościół Najświętszej Maryi Panny Niepokalanie Poczętej w Oporowie (1640), powiat leszczyński,
25. kościół Zwiastowania Najświętszej Maryi Panny w Popowie Kościelnym (1720), powiat wągrowiecki,
26. kościół św. Katarzyny w Potulicach (1726), powiat wągrowiecki,
27. kościół św. Mikołaja w Prochach (XVII wiek), powiat grodziski,
28. kościół św. Mikołaja w Słopanowie (1695), powiat szamotulski,
29. kościół św. Stanisława Biskupa Męczennika w Sokolnikach (1682), powiat gnieźnieński,
30. kościół św. Marii Magdaleny w Sośnicy (1745), powiat pleszewski,
31. kościół św. Andrzeja Apostoła w Borkowie Starym (1710), powiat kaliski,
32. kościół Wniebowzięcia Najświętszej Maryi Panny w Starym Gołębinie (około 1660, trzecia ćwierć XVIII wieku), powiat kościański,
33. kościół Oczyszczenia Najświętszej Maryi Panny w Starymgrodzie (około 1660, przed 1794), powiat krotoszyński,
34. kościół św. Katarzyny Aleksandryjskiej w Sypniewie (1781), powiat sępoleński,
35. kościół św. Łukasza Ewangelisty w Świerczynie (po 1650, około 1730), powiat leszczyński,
36. kościół św. Mikołaja w Wierzenicy (około 1600, czwarta ćwierć XVIII wieku), powiat poznański,
37. kościół św. Klemensa w Zakrzewie (przed 1610, 1728), powiat rawicki,
38. kościół św. Jakuba Apostoła w Żabnie (1789), powiat śremski,
39. kościół Najświętszej Marii Panny Wniebowziętej w Żegocinie (1714), powiat pleszewski,
40. kościół św. Marcina w Żoniu (1749), powiat chodzieski[1].

## Wybór obiektów nieistniejących
Niektóre ze świątyń nieistniejących lub całkowicie przebudowanych:
- synagoga w Kórniku (1767, rozebrana przez Niemców w 1940), powiat poznański,
- kościół św. Rocha w Poznaniu (1749, rozebrany w 1937 pod nowy),
- kościół św. Stanisława Biskupa w Pruścach (wcz. Świętej Trójcy, 1763, spalony w 1802), powiat obornicki,
- kościół św. Piotra i Pawła w Runowie (1780 lub wcześniej, rozebrany około 1990), powiat czarnkowsko-trzcianecki,
- kościół św. Michała Archanioła w Samarzewie (1766, spalony w 1969), powiat słupecki[1],
- synagoga w Fordonie (Bydgoszcz) – hipotetycznie[3].